# Basilika Mariä Himmelfahrt (Kalisz)

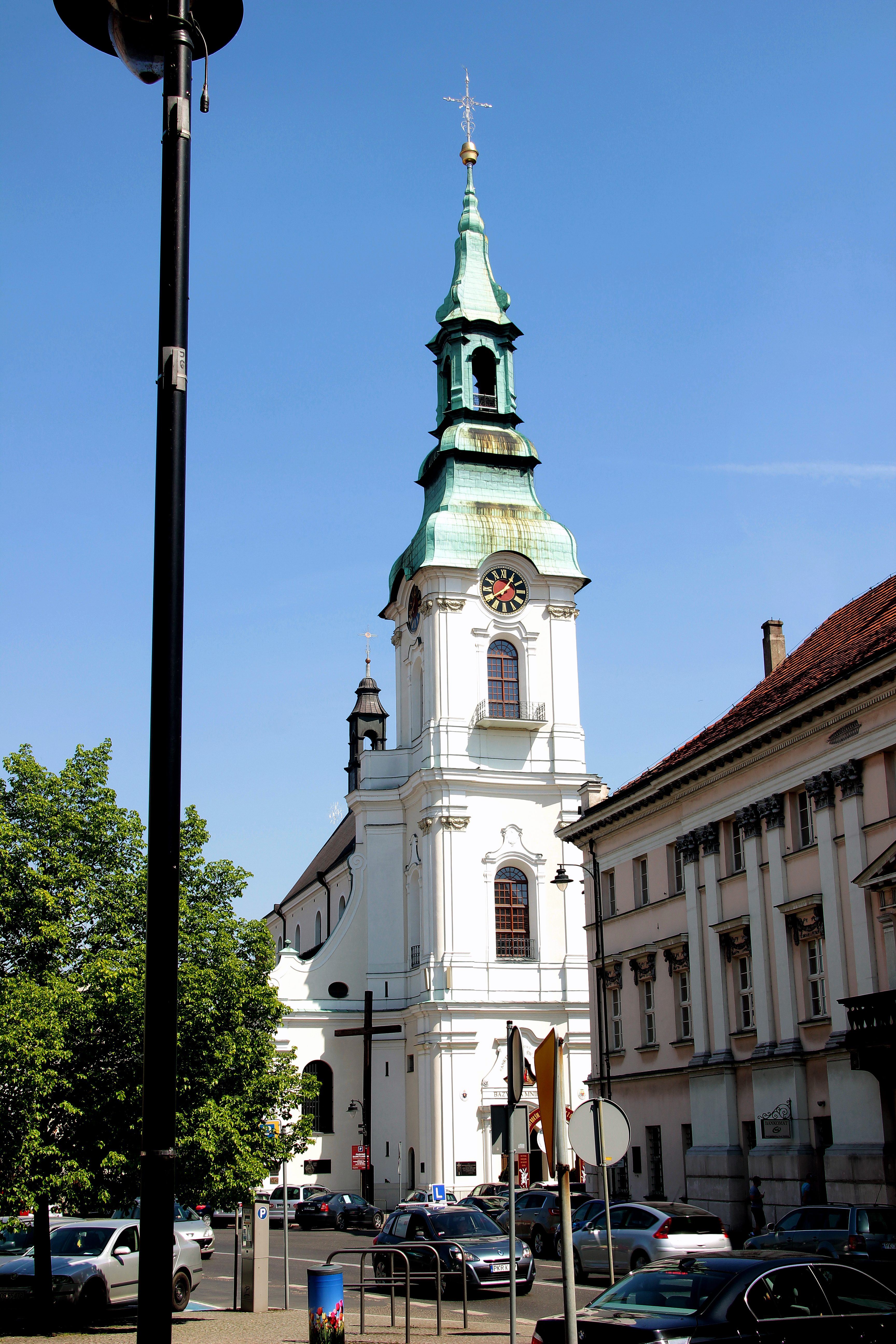
Stiftsbasilika Mariä Himmelfahrt

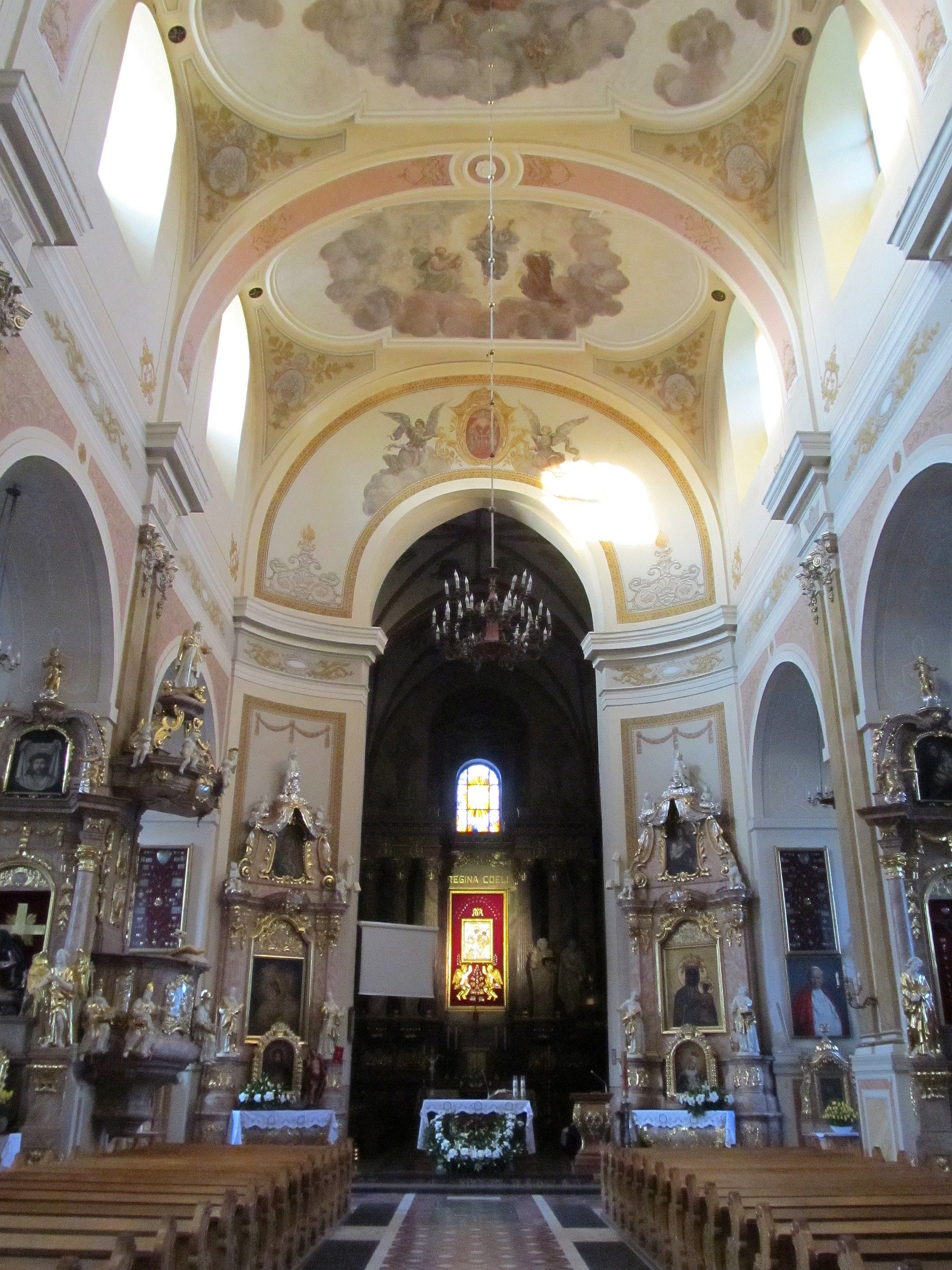
Innenraum

Die Stiftsbasilika Mariä Himmelfahrt (polnisch Bazylika kolegiacka Wniebowzięcia Najświętszej Maryi Panny) ist eine römisch-katholische Kirche in Kalisz in der Woiwodschaft Großpolen. Die Kirche des Bistums Kalisz trägt den Titel einer Basilica minor. Sie ist mit dem Heiligtum des heiligen Josef von Nazaret Zentrum der Josefsverehrung in Polen.

## Beschreibung
Der gotische Chor der Kirche, der wahrscheinlich zu Beginn des 14. Jahrhunderts erbaut wurde, ist mit einem Sterngewölbe bedeckt. Dank der Stiftung des Erzbischofs von Gnesen Jarosław Bogoria aus dem Jahr 1359 wurde der Chor um ein dreischiffiges Langhaus im gotischen Stil erweitert, die Kirche wurde zur Stiftskirche erhoben. 1783 kam es durch den Abriss des an die Kirche angrenzenden Bischofspalastes zum Einsturz der Westfassade, des zentralen Teils der Kirche bis zum Chor und der südöstlichen Wand. 1790 wurden dem gotischen Chor ein neues längeres Hauptschiff im Barockstil sowie zwei Sakristeien mit einem Kapitelsaal und einem Turm hinzugefügt. Der klassizistische Hochaltar von 1829 zeigt ein Marienbild von 1424. Nach der Zerstörung wurde die Spitze des Turms 1948 wiederaufgebaut.
Die Kirche wurde 1965 unter Denkmalschutz gestellt und 1978 durch Papst Paul VI. zur Basilica minor erhoben. 1997 besuchte Papst Johannes Paul II. die Basilika und betete vor dem Bild der Heiligen Familie. Die auf das Jahr 1670 zurückgehende Josefsverehrung führt jährlich eine große Pilgerschar, insbesondere Handwerker, nach Kalisz.